# ATP Finals 2022
Le ATP Finals 2022 (ufficialmente Nitto ATP Finals 2022 per motivi di sponsorizzazione) sono state un torneo di tennis disputato a Torino, in Italia, dal 13 al 20 novembre 2022 sul campo di cemento indoor del PalaAlpitour. È stato l'evento conclusivo dell'ATP Tour 2022, a cui hanno partecipato i primi otto giocatori della classifica ATP di singolare e le prime otto coppie della classifica di doppio. È stata la 53ª edizione del torneo di singolare e la 48ª del doppio.

## Qualificazioni

### Regolamento

#### Singolare
I primi otto giocatori della ATP Race to Turin, vale a dire coloro che hanno accumulato il maggior numero di punti validi nei tornei del Grande Slam, dell'ATP Tour 2022 e nell'ATP Cup 2022, ottengono la qualificazione al torneo. I punti validi comprendono tutti quelli ottenuti nel 2022, più quelli derivati dalla finale di Coppa Davis 2020-2021 e da tutti i tornei Challenger disputati dopo le ATP Finals 2021.
Per qualificarsi, un giocatore che ha terminato la stagione 2021 fra i primi trenta deve partecipare ai quattro tornei Slam e a otto tornei ATP Tour Masters 1000 nel corso del 2022. Vengono inoltre conteggiati per la classifica i suoi quattro migliori risultati nei tornei ATP Tour 500 e i migliori due nei tornei ATP Tour 250. Ai giocatori che non parteciperanno a uno di questi eventi vengono conteggiati zero punti per il torneo. Il Monte Carlo Masters è diventato facoltativo dal 2009 e se un giocatore decide di parteciparvi il risultato sarà conteggiato come uno dei quattro tornei 500. La Coppa Davis viene anch'essa conteggiata come un torneo 500, se il giocatore non avrà disputato un numero sufficiente di tornei di questa fascia, e se non avrà ottenuto risultati migliori nei 250 o nei Challenger. Se il giocatore (per esempio per infortunio) non può partecipare ai tornei prestabiliti nei diciotto tornei validi per la classifica vengono conteggiati i risultati migliori nei tornei 250 o Challenger. Un giocatore che è impossibilitato a partecipare ai tornei a causa di un infortunio non riceve alcuna penalità.

#### Doppio
Otto squadre competono al torneo ricevendo i posti secondo lo stesso ordine di precedenza del singolare.
I punti vengono accumulati nelle stesse competizioni del torneo di singolare. Tuttavia, per le squadre di doppio non ci sono tornei di impegno, quindi le squadre sono classificate in base ai loro 19 risultati con punteggio più alto in qualsiasi torneo dell'ATP Tour 2022.

### Singolare
| #       | Giocatore             | Punti | Tornei | Data di qualificazione |
| ------- | --------------------- | ----- | ------ | ---------------------- |
| inf     | Carlos Alcaraz        | 6.820 | 17     | 8 settembre            |
| 1       | Rafael Nadal          | 5.820 | 11     | 2 settembre            |
| 2       | Stefanos Tsitsipas    | 5.350 | 23     | 30 settembre           |
| 3       | Casper Ruud           | 5.020 | 22     | 29 settembre           |
| 4       | Daniil Medvedev       | 4.065 | 18     | 29 ottobre             |
| 5       | Félix Auger-Aliassime | 3.995 | 25     | 2 novembre             |
| 6       | Andrej Rublëv         | 3,530 | 22     | 2 novembre             |
| 7       | Novak Đoković         | 3,320 | 10     | 9 ottobre              |
| 8       | Taylor Fritz          | 2.955 | 21     | 5 novembre             |
| Riserve |                       |       |        |                        |
| 10      | Holger Rune           | 2.911 | 30     | -                      |
| 11      | Hubert Hurkacz        | 2.905 | 22     | -                      |

### Doppio
| #       | Giocatori                          | Punti | Tornei | Data di qualificazione |
| ------- | ---------------------------------- | ----- | ------ | ---------------------- |
| 1       | Wesley Koolhof Neal Skupski        | 7.450 | 23     | 1 settembre            |
| 2       | Rajeev Ram Joe Salisbury           | 5.890 | 18     | 9 settembre            |
| 3       | Marcelo Arévalo Jean-Julien Rojer  | 5.255 | 22     | 30 settembre           |
| 4       | Nikola Mektić Mate Pavić           | 4.165 | 23     | 17 ottobre             |
| 5       | Ivan Dodig Austin Krajicek         | 3.700 | 19     | 5 novembre             |
| 6       | Lloyd Glasspool Harri Heliövaara   | 3.600 | 26     | 4 novembre             |
| 7       | Marcel Granollers Horacio Zeballos | 3.560 | 18     | 2 novembre             |
| 8       | Thanasi Kokkinakis Nick Kyrgios    | 3.150 | 7      | 31 ottobre             |
| Riserve |                                    |       |        |                        |
| 9       | Tim Pütz Michael Venus             | 3.140 | 18     | -                      |
| 10      | Kevin Krawietz Andreas Mies        | 2.910 |        | -                      |

## Testa a testa

### Singolare

#### Testa a testa generale
|   |                       | Nadal | Tsitsipas | Ruud | Medvedev | Auger-Aliassime | Rublëv | Đoković | Fritz | Totale | V–S 2022 |
| 1 | Rafael Nadal          |       | 7–2       | 1–0  | 5–1      | 2–0             | 2–1    | 29–30   | 2–1   | 48–35  | 38–6     |
| 2 | Stefanos Tsitsipas    | 2–7   |           | 1–1  | 3–7      | 5–3             | 6–4    | 2–9     | 3–0   | 22–31  | 60–22    |
| 3 | Casper Ruud           | 0–1   | 1–1       |      | 0–3      | 2–1             | 1–4    | 0–3     | 0–0   | 4–13   | 48–20    |
| 4 | Daniil Medvedev       | 1–5   | 7–3       | 3–0  |          | 4–0             | 4–1    | 4–7     | 1–0   | 24–16  | 45–16    |
| 5 | Félix Auger-Aliassime | 0–2   | 3–5       | 1–2  | 0–4      |                 | 1–3    | 1–1     | 0–1   | 6–18   | 56–25    |
| 6 | Andrej Rublëv         | 1–2   | 4–6       | 4–1  | 1–4      | 3–1             |        | 1–1     | 2–4   | 16–19  | 49–18    |
| 7 | Novak Đoković         | 30–29 | 9–2       | 3–0  | 7–4      | 1–1             | 1–1    |         | 5–0   | 56–37  | 37–7     |
| 8 | Taylor Fritz          | 1–2   | 0–3       | 0–0  | 0–1      | 1–0             | 4–2    | 0–5     |       | 6–13   | 43–19    |

### Doppio

#### Testa a testa generale
|   |                                    | Koolhof Skupski | Ram Salisbury | Arévalo Rojer | Mektić Pavić | Dodig Krajicek | Glasspool Heliövaara | Granollers Zeballos | Kokkinakis Kyrgios | Totale | V-S 2022 |
| 1 | Wesley Koolhof Neal Skupski        |                 | 1–2           | 4–0           | 0–1          | 1–0            | 2–1                  | 0–1                 | 0–0                | 8–5    | 54–17    |
| 2 | Rajeev Ram Joe Salisbury           | 2–1             |               | 0–0           | 2–4          | 0–2            | 0–1                  | 4–2                 | 1–0                | 9–10   | 32–14    |
| 3 | Marcelo Arévalo Jean-Julien Rojer  | 0–4             | 0–0           |               | 1–0          | 1–1            | 1–0                  | 0–0                 | 0–0                | 3–5    | 38–19    |
| 4 | Nikola Mektić Mate Pavić           | 1–0             | 4–2           | 0–1           |              | 0–0            | 3–0                  | 2–2                 | 0–1                | 10–6   | 47–19    |
| 5 | Ivan Dodig Austin Krajicek         | 0–1             | 2–0           | 1–1           | 0–0          |                | 0–1                  | 1–1                 | 0–0                | 4–4    | 34–15    |
| 6 | Lloyd Glasspool Harri Heliövaara   | 1–2             | 1–0           | 0–1           | 0–3          | 1–0            |                      | 0–0                 | 1–0                | 4–6    | 45–25    |
| 7 | Marcel Granollers Horacio Zeballos | 1–0             | 2–4           | 0–0           | 2–2          | 1–1            | 0–0                  |                     | 0–2                | 6–9    | 23–17    |
| 8 | Thanasi Kokkinakis Nick Kyrgios    | 0–0             | 0–1           | 0–0           | 1–0          | 0–0            | 0–1                  | 2–0                 |                    | 3–2    | 18–4     |

## Montepremi e punti
Le ATP Finals 2022 premiano in denaro e attribuiscono in punti, per vittoria, nel seguente modo:
| Torneo                                                     | Singolare                                                         | Doppio                                                         | Punti    |
| ---------------------------------------------------------- | ----------------------------------------------------------------- | -------------------------------------------------------------- | -------- |
| Campione                                                   | $2,200,400                                                        | $350,400                                                       | RR + 500 |
| Finalista                                                  | $1,070,000                                                        | $170,000                                                       | RR + 400 |
| Round-robin per vittoria                                   | $383,300                                                          | $93,300                                                        | 200      |
| Partecipazione                                             | 3 incontri = $320,000 2 incontri = $240,000 1 incontro = $160,000 | 3 incontri = $130,000 2 incontri = $97,500 1 incontro= $52,000 | –        |
| Alternative                                                | $150,000                                                          | $50,000                                                        | –        |
| RR sono i punti o i premi in denaro vinti nel Round Robin. |                                                                   |                                                                |          |

- Il vincitore del singolare, qualora non abbia subito sconfitte nel corso del torneo, consegue 1 500 punti e un premio in denaro pari a $4,740,300.
- I vincitori del doppio, qualora non abbiano subito sconfitte nel corso del torneo, conseguono 1 500 punti e un premio in denaro pari a $930,300. Il premio in denaro per il doppio si intende per team.

## Calendario

### Giorno 1: 13 novembre
| Incontri al PalaAlpitour | Incontri al PalaAlpitour             | Incontri al PalaAlpitour               | Incontri al PalaAlpitour |
| Gruppo                   | Vincitori                            | Perdenti                               | Punteggio                |
| ------------------------ | ------------------------------------ | -------------------------------------- | ------------------------ |
| Gruppo Rosso             | Lloyd Glasspool Harri Heliövaara [6] | Marcelo Arévalo Jean-Julien Rojer [3]  | 7-5, 7-6(3)              |
| Gruppo Verde             | Casper Ruud [3]                      | Félix Auger-Aliassime [5]              | 7-6(4), 6-4              |
| Gruppo Rosso             | Rajeev Ram Joe Salisbury [2]         | Marcel Granollers Horacio Zeballos [7] | 6-3, 6(8)-7, [10-8]      |
| Gruppo Verde             | Taylor Fritz [8]                     | Rafael Nadal [1]                       | 7-6(3), 6-1              |

### Giorno 2: 14 novembre
| Incontri al PalaAlpitour | Incontri al PalaAlpitour        | Incontri al PalaAlpitour            | Incontri al PalaAlpitour |
| Gruppo                   | Vincitori                       | Perdenti                            | Punteggio                |
| ------------------------ | ------------------------------- | ----------------------------------- | ------------------------ |
| Gruppo Verde             | Wesley Koolhof Neal Skupski [1] | Thanasi Kokkinakis Nick Kyrgios [8] | 6(3)-7, 6-4, [10-5]      |
| Gruppo Rosso             | Andrej Rublëv [6]               | Daniil Medvedev [4]                 | 6(7)-7, 6-3, 7-6(7)      |
| Gruppo Verde             | Nikola Mektić Mate Pavić [4]    | Ivan Dodig Austin Krajicek [5]      | 6-4, 3-6, [10-7]         |
| Gruppo Rosso             | Novak Đoković [7]               | Stefanos Tsitsipas [2]              | 6-4, 7-6(4)              |

### Giorno 3: 15 novembre
| Incontri al PalaAlpitour | Incontri al PalaAlpitour              | Incontri al PalaAlpitour               | Incontri al PalaAlpitour |
| Gruppo                   | Vincitori                             | Perdenti                               | Punteggio                |
| ------------------------ | ------------------------------------- | -------------------------------------- | ------------------------ |
| Gruppo Rosso             | Marcelo Arévalo Jean-Julien Rojer [3] | Marcel Granollers Horacio Zeballos [7] | 6-1, 6(3)-7, [10-7]      |
| Gruppo Verde             | Félix Auger-Aliassime [5]             | Rafael Nadal [1]                       | 6-3, 6-4                 |
| Gruppo Rosso             | Rajeev Ram Joe Salisbury [2]          | Lloyd Glasspool Harri Heliövaara [6]   | 7-5, 6-4                 |
| Gruppo Verde             | Casper Ruud [3]                       | Taylor Fritz [8]                       | 6-3, 4-6, 7-6(6)         |

### Giorno 4: 16 novembre
| Incontri al PalaAlpitour | Incontri al PalaAlpitour            | Incontri al PalaAlpitour        | Incontri al PalaAlpitour |
| Gruppo                   | Vincitori                           | Perdenti                        | Punteggio                |
| ------------------------ | ----------------------------------- | ------------------------------- | ------------------------ |
| Gruppo Verde             | Nikola Mektić Mate Pavić [4]        | Wesley Koolhof Neal Skupski [1] | 6-4, 7-6(3)              |
| Gruppo Rosso             | Novak Đoković [7]                   | Andrej Rublëv [6]               | 6-4, 6-1                 |
| Gruppo Verde             | Thanasi Kokkinakis Nick Kyrgios [8] | Ivan Dodig Austin Krajicek      | 3-6, 6-4, [10-6]         |
| Gruppo Rosso             | Stefanos Tsitsipas [2]              | Daniil Medvedev [4]             | 6-3, 6(11)-7, 7-6(1)     |

### Giorno 5: 17 novembre
| Incontri al PalaAlpitour | Incontri al PalaAlpitour             | Incontri al PalaAlpitour               | Incontri al PalaAlpitour |
| Gruppo                   | Vincitori                            | Perdenti                               | Punteggio                |
| ------------------------ | ------------------------------------ | -------------------------------------- | ------------------------ |
| Gruppo Rosso             | Lloyd Glasspool Harri Heliövaara [6] | Marcel Granollers Horacio Zeballos [7] | 6-0, 6-4                 |
| Gruppo Verde             | Rafael Nadal [1]                     | Casper Ruud [3]                        | 7-5, 7-5                 |
| Gruppo Rosso             | Rajeev Ram Joe Salisbury [2]         | Marcelo Arévalo Jean-Julien Rojer [3]  | 3-6, 7-6(4), [10-5]      |
| Gruppo Verde             | Taylor Fritz [8]                     | Félix Auger-Aliassime [5]              | 7-6(4), 6(5)-7, 6-2      |

### Giorno 6: 18 novembre
| Incontri al PalaAlpitour | Incontri al PalaAlpitour        | Incontri al PalaAlpitour            | Incontri al PalaAlpitour |
| Gruppo                   | Vincitori                       | Perdenti                            | Punteggio                |
| ------------------------ | ------------------------------- | ----------------------------------- | ------------------------ |
| Gruppo Verde             | Wesley Koolhof Neal Skupski [1] | Ivan Dodig Austin Krajicek [5]      | 7-5, 4-6, [10-6]         |
| Gruppo Rosso             | Novak Đoković [7]               | Daniil Medvedev [4]                 | 6-3, 6(5)-7, 7-6(2)      |
| Gruppo Verde             | Nikola Mektić Mate Pavić [4]    | Thanasi Kokkinakis Nick Kyrgios [8] | 7-6(4), 7-6(4)           |
| Gruppo Rosso             | Andrej Rublëv [6]               | Stefanos Tsitsipas [2]              | 3-6, 6-3, 6-2            |

### Giorno 7: 19 novembre
| Incontri al PalaAlpitour | Incontri al PalaAlpitour     | Incontri al PalaAlpitour             | Incontri al PalaAlpitour |
| Gruppo                   | Vincitori                    | Perdenti                             | Punteggio                |
| ------------------------ | ---------------------------- | ------------------------------------ | ------------------------ |
| Semifinale doppio        | Rajeev Ram Joe Salisbury [2] | Wesley Koolhof Neal Skupski [1]      | 7-6(7), 6-4              |
| Semifinale singolare     | Novak Đoković [7]            | Taylor Fritz [8]                     | 7-6(5), 7-6(6)           |
| Semifinale doppio        | Nikola Mektić Mate Pavić [4] | Lloyd Glasspool Harri Heliövaara [6] | 6-4, 6(4)-7, [10-6]      |
| Semifinale singolare     | Casper Ruud [3]              | Andrej Rublëv [6]                    | 6-2, 6-4                 |

### Giorno 8: 20 novembre
| Incontri al PalaAlpitour | Incontri al PalaAlpitour     | Incontri al PalaAlpitour     | Incontri al PalaAlpitour |
| Gruppo                   | Vincitori                    | Perdenti                     | Punteggio                |
| ------------------------ | ---------------------------- | ---------------------------- | ------------------------ |
| Finale doppio            | Rajeev Ram Joe Salisbury [2] | Nikola Mektić Mate Pavić [4] | 7-6(4), 6-4              |
| Finale singolare         | Novak Đoković [7]            | Casper Ruud [3]              | 7-5, 6-3                 |

## Campioni

### Singolare
Novak Đoković ha sconfitto in finale  Casper Ruud con il punteggio di 7-5, 6-3.
- È il novantunesimo titolo in carriera per Đoković, il sesto alle finals.

### Doppio
Rajeev Ram /  Joe Salisbury hanno sconfitto in finale  Nikola Mektić /  Mate Pavić con il punteggio di 7-6(4), 6-4.